# Western Union (Schiff)
Western Union ist der Name eines Schoners, der 1939 in Key West gebaut wurde. Das knapp 40 Meter (130 Fuß) lange Segelschiff verfügt über eine Segelfläche von ca. 483 m² (5200 Quadratfuß). Der Rumpf ist aus Holz gebaut. Die Western Union war von 1939 bis 1974 für das Unternehmen Western Union Telegraph Company in der Karibik im Einsatz und wurde für die Verlegung von Telefonkabeln verwendet. Hierfür war das Schiff zusätzlich mit zwei Motoren ausgestattet, um auf See die Position halten zu können.
Nach dem Einsatz als Kabelleger wurde das Schiff von 1974 bis 1984 von einer Gruppe von Geschäftsleuten und an maritimer Geschichte Interessierter unterhalten. 1984 wurde es verkauft und in „New Way“ umbenannt. Der Schoner wurde in einem Programm für problematische Jugendliche genutzt.
1997 kam das Schiff wieder nach Key West und wurde in „Western Union“ zurückbenannt. Es wurde zehn Jahre lang für Tagestouren, Abendfahrten und private Charter eingesetzt. Schließlich wurde die Western Union der The Schooner Western Union Preservation Society gestiftet, die das Schiff unterhalten und für Segeltouren einsetzen soll.
Die Western Union ist der letzte in den Vereinigten Staaten gebaute traditionelle Schoner, das weltweit letzte Segelschiff, das als Kabelleger eingesetzt war, und das letzte in Key West gebaute große Segelschiff. Sie ist seit dem 16. Mai 1984 als Konstruktion im National Register of Historic Places verzeichnet.